# 岡本舞
岡本 舞（おかもと まい、1963年6月1日 - ）は、日本の女優。本名︰蒔田 和可女（まいた わかな）。東京都港区出身。父は作曲家の冬木透。

## 来歴・人物
1979年に桐朋学園女子中学を卒業して仲代達矢が主宰する無名塾（第3期）に入塾する。当時は学業と平行させながら塾に通う塾生もおり、仲代にも勧められて一旦は高校に進学するが、女優修行に熱心になりすぎて高校は中退してしまう。
塾では神崎愛に続く有望新人女優として売り出され、1981年NHK連続テレビ小説『なっちゃんの写真館』にヒロインの従姉妹役で出演して注目を浴びる。以後、舞台やテレビなどで活躍。『3年B組金八先生』の教師役でレギュラーを務めた。養成期間終了後も塾に残り、後輩を牽引する存在である。現在は塾公演で脚本・演出家もつとめる。

## 出演

### 舞台
- マンドラゴラ毒の華（1981年）
- イオネスコ作 犀（1986年）
- ミュージカル火の鳥（1986年）
- 闇の華（1986年）
- 滝廉太郎物語（1990年）
- 令嬢ジュリー（1991年）
- 精霊流し（1994年）
- リチャード三世（1994年）
- 風と牙（1995年）
- 宮城野（1996年）
- ラウスホザンナ～天使の葡萄酒～（1999年）
- 古渡り峠（2000年）
- 驟雨・モノロオグ（2005年）
- 鋏（2007年）

### テレビドラマ
- 連続テレビ小説（NHK総合）
  - なっちゃんの写真館（1980年） - 西城みゆき 役
  - チョッちゃん（1987年）
- 御宿かわせみ（NHK総合）
  - 第1シリーズ 第11話「山茶花は見た」（1980年）
  - 第2シリーズ 第14話「油屋殺人事件」（1983年） - お小夜 役
- 土曜ドラマ（NHK総合）
  - 君はまだ歌っているか（1981年） - 猪瀬咲子 役
- 江戸の用心棒 第18話「浮気の現場」（1981年、フジテレビ）
- 時代劇スペシャル （フジテレビ）
  - 「風車の浜吉捕物綴」（1981年）
  - 「悪霊桜子姫」（1982年）
  - 「地獄の掟 闇の犯罪をめぐる影の証言」（1982年）
  - 「夕陽の用心棒」（1983年） - お千加 役
- 松平右近事件帳 第2話「花の吉原花魁殺し」（1982年、日本テレビ）- おこよ 役
- ちょっと神様（1982年、TBS）
- 大河ドラマ（NHK総合）
  - 峠の群像（1982年） - 瑤泉院 役
  - 徳川家康（1983年） - 五郎八姫 役
  - 武田信玄（1988年） - 於梅 役
  - 信長 KING OF ZIPANGU（1992年） - りゅう 役
- 銀河テレビ小説（NHK総合）
  - 明日はどっちだ（1983年） - 花代 役
- 特捜最前線（テレビ朝日）
  - 第337話「哀歌をうたう女!」（1983年）
  - 第365話「沖縄ラブストーリー!」（1984年）
  - 第450話「前略、神代課長様・天使からの告発状!」（1986年）
- 暴れん坊将軍II（テレビ朝日）
  - 第35話「恋の宴はせつのうおじゃる!」（1983年） - 豊姫 役
  - 第156話「吉宗婚約 五郎左は家出!?」（1986年） - 信乃 役
- 婦警さんは魔女（1983年、TBS） - 中津桃子婦警 役
- 銭形平次（1983年、フジテレビ）第866話「頑張れ! 下っ引き」 - お直 役
- 火曜サスペンス劇場　（日本テレビ）
  - 「秘密の風景」（1984年）
  - 「猫に憑かれた花嫁」（1987年）
  - 「艶歌恋歌殺人譜」（1988年）
  - 「灰色無罪」（1993年）
  - 「仮面」（1994年）
  - 「できごころ」（1996年）
  - 「取調室6」（1997年） - 菊池絵里子 役
  - 「盲人探偵・松永礼太郎(11)香水迷路」（1999年） - 篠原春子 役
  - 「身辺警護6」（2000年） - 貴原照子 役
- 必殺シリーズ（朝日放送）
  - 必殺仕切人（1984年）第15話「もしも珍発明展が開かれたら」 - おさと 役
  - 必殺仕事人V・風雲竜虎編（1987年）第8話「殺しの的は影太郎」 - お里 役
- 木曜ゴールデンドラマ（よみうりテレビ）
  - 「赤い絆」（1984年、福岡放送）
  - 「この子は誰!?」（1991年）
- 長七郎江戸日記 （日本テレビ）
  - 第36話「べに椿異聞」（1984年）
  - 第97話「恋に落ちて」（1986年）
- 影の軍団IV 第22話「金髪娘は拳銃で勝負」（1985年、関西テレビ） - 武田千枝 役
- 夏樹静子サスペンス / 暁はもうこない（1987年、関西テレビ）
- 荒野のテレビマン（1987年、フジテレビ）
- 土曜ワイド劇場（テレビ朝日）
  - 「婚約者殺し」（1988年） - 上原路子 役
  - 「超豪華フェリー殺人事件」（1990年） - 西森裕子 役
  - 「西村京太郎トラベルミステリー・日本縦断殺人ルート」（1992年） - 本田冴子 役[2]
  - 「密会の宿」7（1992年） - 三宅友恵 役
  - 「密会ホテル」（1994年） - 降旗みどり 役
  - 「西村京太郎トラベルミステリー・スーパービュー踊り子号殺意の旅」（1995年） - 池辺冴子 役
  - 「牟田刑事官事件ファイル」（1997年） - 石元久美 役
  - 「エステサロン白い肌殺人事件」(2)（1998年） - 雪竹麻実 役
- 男と女のミステリー「飢餓海峡」（1988年、CX） - 葛城時子 役
- 3年B組金八先生（TBS） - 寺尾純子 役
  - 第3シリーズ（1988年）
  - スペシャル7「卒業スペシャル」（1989年）
  - スペシャル8「卒業アルバム」（1990年）
- さすらい刑事旅情編シリーズ（テレビ朝日）
  - 第1シリーズ 第15話「夜の横須賀線・黙秘する人妻」（1989年）
  - 第3シリーズ 第9話「連続殺人!?故郷唐津の祭りに帰った女」（1990年）
  - 第7シリーズ 第19話「仮釈放の男・六年目の花嫁衣裳」（1995年）
- はぐれ刑事純情派シリーズ（テレビ朝日）
  - 第2シリーズ 第22話「淋しい女の殺意」（1989年） - 宮本律子
  - 第11シリーズ 第18話「復讐の国際電話! 愛を拭く女」（1998年）
- 花王愛の劇場（TBS）
  - 夏色の天使（1989年） - 麻生静江 役
  - 天までとどけ 2（1992年） - 野中里子 役
- ドラマチック22 / 悪魔をやっつけろ!（1990年、TBS）
- 花燃える日日－野望の国・第二部－（1990年、日本テレビ）
- ラストダンス（1990年、東海テレビ）
- 月曜ドラマスペシャル（TBS）
  - 「みちのく露天風呂・べに花殺人事件」（1990年）
  - 「Gメン'93春 第一級殺人の女」（1993年）
  - 「ミステリー作家　江戸川蘭子の事件簿」（1999年）
- 刑事貴族 第21話「間違えられた女」（1990年、日本テレビ）
- 妻たちの劇場 / 赤い殺意（1991年、CX）
- 腕におぼえあり2（1992年、NHK総合） - 弥津 役
- 徳川武芸帳 柳生三代の剣（1993年、テレビ東京） - りよ 役
- はやぶさ新八御用帳 第7話「若君と用心棒」（1993年、NHK総合） - 藤江 役
- 喧嘩屋右近（第2シリーズ） 第3話「縁切り寺、決死の道中」（1993年、テレビ東京）
- 戦国武士の有給休暇（1994年、NHK総合）
- ドラマ30 （毎日放送）
  - 野々山家の人々（1994年）
  - 表層家族（1998年）
- 輝く季節の中で（1995年、フジテレビ）
- 金曜エンタテイメント / 京都竜の寺殺人事件（1995年、フジテレビ）
- 御家人斬九郎 第1シリーズ 第4話「青い肌の謎」（1995年、フジテレビ / 映像京都） - 小夜太夫 役
- 官僚たちの夏（1996年、NHK総合）
- はるちゃん（1996年、THK） - 藤井雅美 役
- 茂七の事件簿 ふしぎ草紙 第1話「置いてけ堀」（2001年、NHK総合） - 富士春 役
- 女と愛とミステリー / 嘱託刑事・小山田昭平「旅路の果て」（2001年、テレビ東京） - 菅野久恵 役
- 水戸黄門 第30部 第2話「やんちゃ坊主が仲間入り -足利-」（2002年、TBS） - お菊 役
- ああ探偵事務所 第9話「突撃となりの女風呂! 涙の殺人同窓会」（2004年、テレビ朝日） - 三上麗子 役
- 月曜ミステリー劇場 / やとわれ女将 菊千代の事件簿2（2005年、TBS） - 町田弘美 役

### 映画
- 雪の断章 -情熱-（1985年）
- 国東物語（1985年）
- 行き止まりの挽歌 ブレイクアウト（1988年）
- 嵐の中のイチゴたち（1989年）
- 櫻の園（1990年）
- チルソクの夏（2004年）
- 私の見た世界（2025年）[3]

### バラエティ番組
- スター爆笑Q&A（よみうりテレビ）
- クイズ面白ゼミナール（NHK総合）
- 一枚の写真（フジテレビ）